# Alte Münze (Hildesheim)

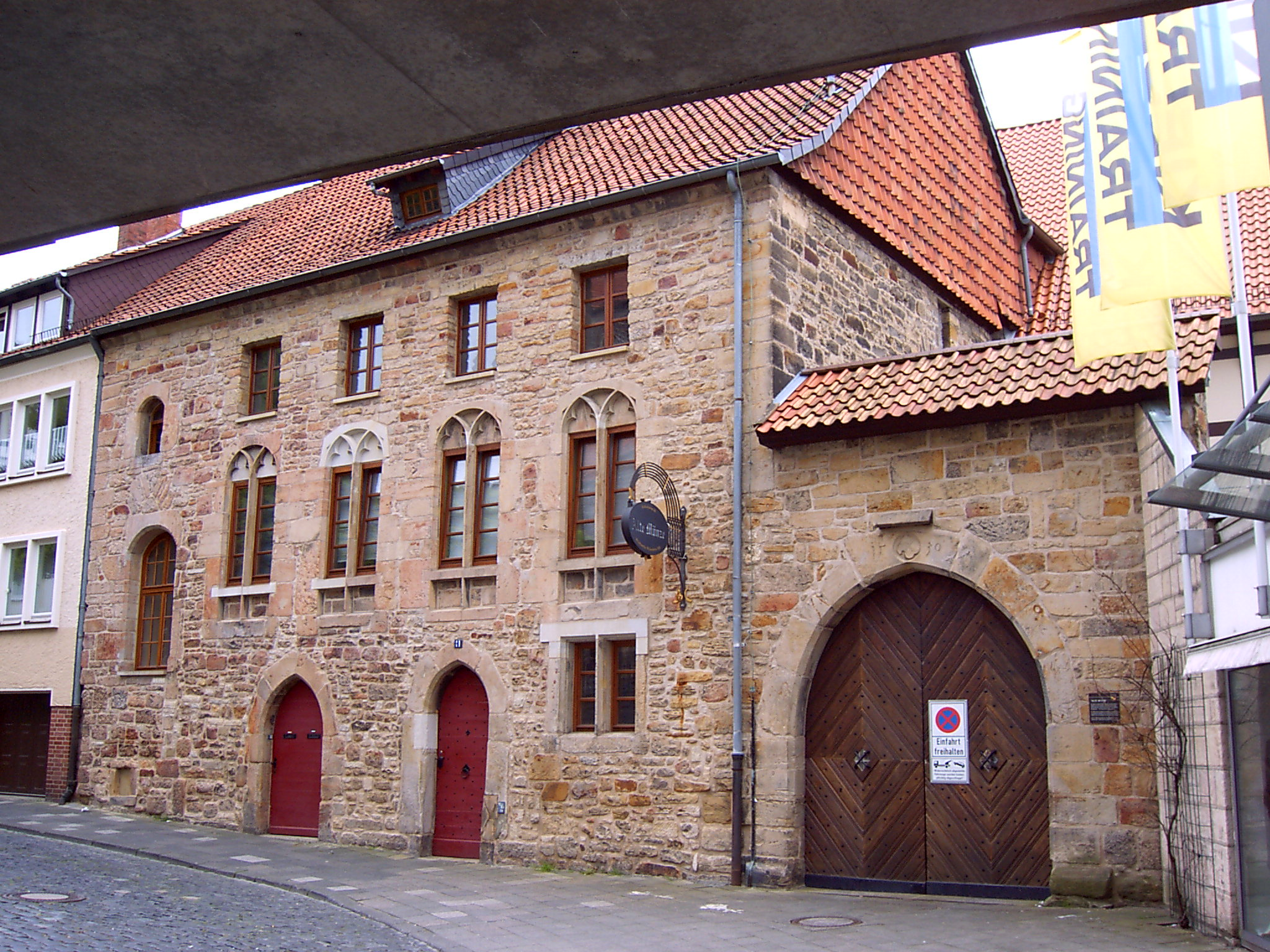
Das Gebäude der Alten Münze in Hildesheim

Die Alte Münze ist ein im Jahre 1530 errichtetes gotisches Bruchsteingebäude an der Südseite des Andreasplatzes in Hildesheim.

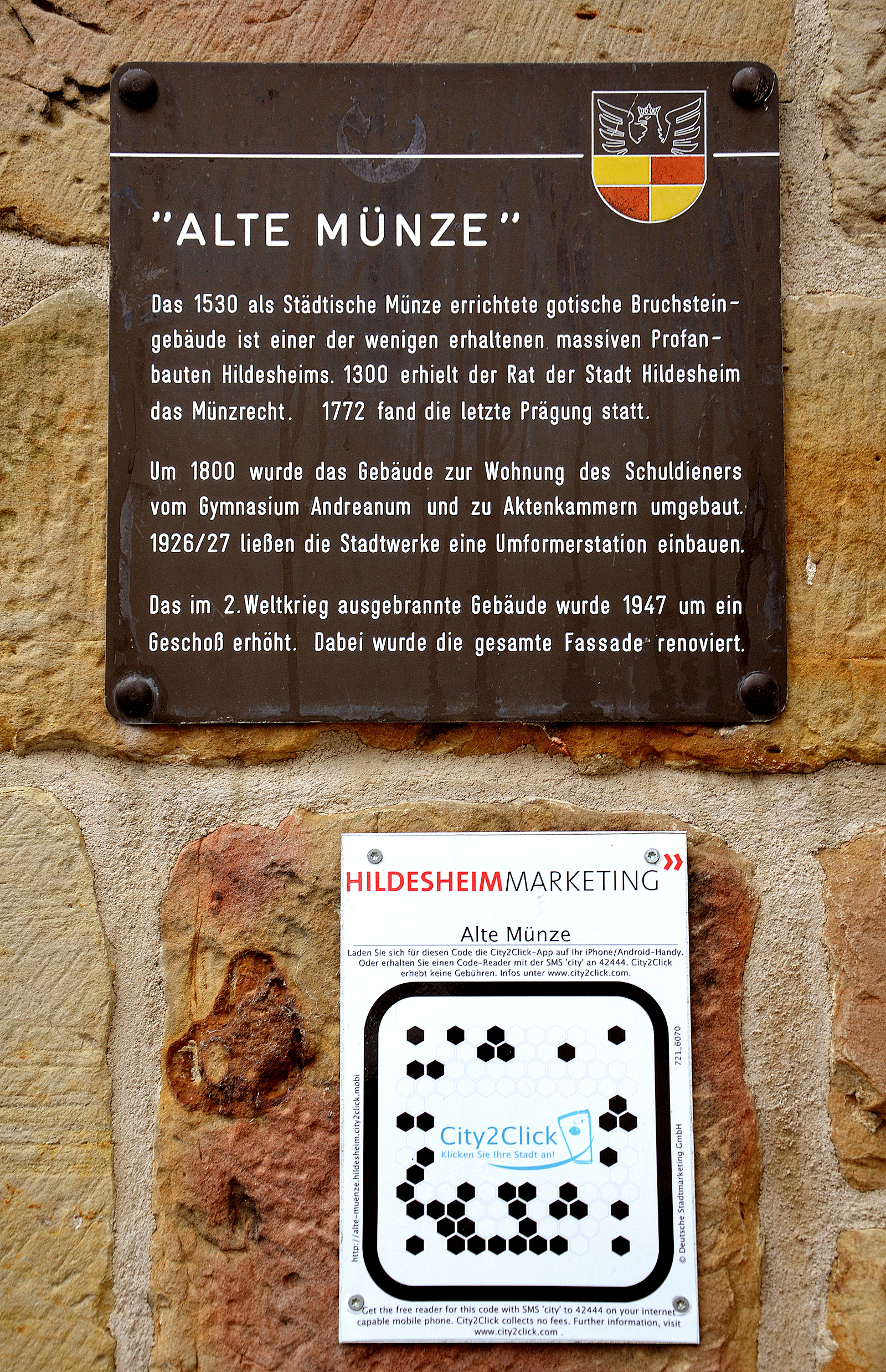
Legende an der Hauswand des Gebäudes

## Geschichte und Baubeschreibung
In diesem Gebäude war bis 1772 die städtische Münzprägeanstalt der Altstadt Hildesheim untergebracht, deren Rat um 1300 das Münzregal erhalten hatte. Da das Prägen der Münzen bei großer Hitze stattfand, wählte man als Münzprägeanstalt bewusst ein Gebäude, das im Gegensatz zu den meisten anderen Bauwerken in der Hildesheimer Altstadt nicht aus Holz, sondern vollständig aus Stein erbaut war. Ab 1800 wurde die Alte Münze nach einem Umbau als Wohnung für den Schuldiener des Andreanums und als Lagerraum für Akten genutzt. Ab etwa 1926 war sie Standort einer Trafostation der Stadtwerke Hildesheim. Nachdem das Gebäude nach dem Bombenangriff auf Hildesheim am 22. März 1945 ausgebrannt war, wurde es im Zuge des Wiederaufbaus 1947 um ein Stockwerk erhöht. 
Beim Wiederaufbau wurde eine zusätzliche Fensterreihe geschaffen. An die Entstehungszeit des Gebäudes erinnern die beiden spitzbogigen Türen sowie die vier Rundbogenfenster mit gotischem Maßwerk im ersten Obergeschoss. Nach Westen hin schließt sich eine Toreinfahrt an, in deren Torbogen ein Schlussstein mit der Jahreszahl 1530 angebracht ist.
Der Teil des Andreasplatzes, an dem sich das Gebäude befindet, erhielt am 1. November 1932 den Straßennamen An der Alten Münze.